# Марк Эмилий (консул 349 года до н. э.)
Марк Эмилий (лат. Marcus Aemilius; IV век до н. э.) — римский политический деятель из патрицианского рода Эмилиев. Согласно Диодору Сицилийскому, Марк Эмилий был консулом 349 года до н. э. вместе с Титом Квинкцием. При этом Тит Ливий называет консулами этого года Луция Фурия Камилла и Аппия Клавдия Красса Инрегиллена.
Больше о Марке Эмилии ничего не известно.